# Three Pines
Three Pines é uma série de televisão de mistério criada por Emilia di Girolamo, baseada no romance de Louise Penny. É estrelada por Alfred Molina e estreou no Amazon Prime Video em 2 de dezembro de 2022.

## Elenco
- Alfred Molina como Inspetor Armand Gamache
- Rossif Sutherland como Jean-Guy Beauvoir
- Elle-Máijá Tailfeathers como Isabelle Lacoste
- Tantoo Cardinal como Bea Mayer
- Clare Coulter como Ruth Zardo
- Sarah Booth como Yvette Nichol
- Anna Tierney como Clara Morrow
- Roberta Battaglia como Crie
- Julian Bailey como Peter Morrow
- Frédéric-Antoine Guimond como Olivier Brule
- Pierre Simpson como Gabri Dubeau
- Tamara Brown como Myrna Landers
- Patricia Summersett como Angela Blake
- Marie-France Lambert como a esposa de Gamache

## Recepção
No Rotten Tomatoes, a série detém um índice de 72% de aprovação, com base em 18 críticas, com uma nota média de 5,6/10. O consenso dos críticos do site diz: "Ancorado pelo sempre confiável Alfred Molina e um cenário invernal, Three Pines é uma adição sólida ao cânone dos mistérios de detetive". Chase Hutchinson do Collider elogiou o desempenho de Alfred Molina como Inspetor Gamache, e escreveu: "É em seus momentos mais melancólicos e macabros que Three Pines tropeça em algo mais sinistro que a eleva um pouco além de um mistério padrão". Âmbar Dowling da Variety deu uma crítica positiva e concluiu: "Por enquanto, esta adaptação curta, mas doce, oferece um sabor cinematográfico abrangente de culturas e histórias que o Prime Video oferece, ao mesmo tempo que faz justiça aos romances mais vendidos em em que se baseiam".